# Lee Mi-yeon
Lee Mi-yeon (ur. 15 maja 1980) – południowokoreańska snowboardzistka. Nie startowała na igrzyskach olimpijskich. Najlepszy wynik na mistrzostwach świata osiągnęła na mistrzostwach w Kangwŏn, gdzie zajęła 37. miejsce w halfpipe’ie. Najlepsze wyniki w Pucharze Świata osiągnęła w sezonie 2006/2007, kiedy to zajęła 60. miejsce w klasyfikacji generalnej.

## Sukcesy

### Puchar Świata

#### Miejsca w klasyfikacji generalnej
- 2006/2007 - 60.
- 2007/2008 - 132.

#### Miejsca na podium
1. Sungwoo – 24 lutego 2007 (Halfpipe) - 2. miejsce